# Antoni Cumella
Antoni Cumella (* 31. August 1913 in Granollers, Katalonien; † 25. Januar 1985 ebenda) war ein spanischer Keramiker.

## Leben und Werk
Antoni Cumella i Serret wurde 1913 als Sohn eines Juweliers geboren. Nach dem Tod seines Vaters heiratete seine Mutter einen Keramiker. 1928 fertigte Cumella seine ersten skulpturalen Keramiken, die er in seiner Heimatstadt Granollers ausstellte. Santiago Rusiñol hielt die Eröffnungsrede. Ab 1930 ging er zur Escola del Treball de Barcelona und studierte bei Josep Maria Jujol. Er belegte zudem am Ateneu Popular de Nou Barris Kurse bei Josep Lluís Sert.
1935 wurde Cumella Lehrer für Keramik an der Grup Escolar Lluís Vives in Barcelona. Cumella lernte Pau Casals, Manolo Martínez Hugué, Miquel Llor (1894–1966) und Josep Llorens i Artigas kennen.
Zu der ersten Einzelausstellung von Antoni Cumella 1936 in der Galerie Syra verfasste Feliu Elias i Bracons das Vorwort für den Ausstellungskatalog. Cumella stellte regelmäßig in der Galerie Syra aus. Er war Teilnehmer der 6. Triennale von Mailand und gewann die Goldmedaille. 1951 und 1957 nahm er erneut teil.
Die Kriegsjahre 1936 bis 1939 verbrachte Cumella als Sanitäter. Gegen Ende des Spanischen Bürgerkriegs wurde er in ein Konzentrationslager im franquistischen Spanien verbracht und 1940 wieder freigelassen. Allerdings wurde sein Pass eingezogen. 1942 heiratete er Agnès Vendrell, mit der er zwei Kinder bekam.
Antoni Cumellas Werk wurde vorwiegend in Spanien, Italien und Deutschland ausgestellt. Es finden sowohl Einzelausstellungen als auch Ausstellungen in Kombination mit Malereien oder Grafiken anderer namhafter Künstler, wie Pablo Picasso, Antoni Tàpies, Joaquín Torres García, Joan Miró, Georges Braque, Berto Lardera, Marc Chagall und Salvador Dalí statt. 1986 wurde sein Werk mit einer Ausstellung im Museo de Arte Contemporáneo (Madrid) und 1992 auf der documenta IX in Kassel posthum gewürdigt.

## Auszeichnungen
- 1936: Goldmedaille 6. Triennale von Mailand
- 1980: Premio Nacional de Artes Plásticas (España)
- 1981: Creu-de-Sant-Jordi-Preis
- 1982: Medalla d’or del FAD